# Camisola vermelha
A camisola vermelha é a camisola vestida pelo líder na classificação por tempos durante a Volta a Espanha, a competição ciclista mais importante de Espanha e uma das Grandes Voltas do ciclismo mundial. É, junto ao maillot amarelo do Tour de France e a maglia rosa do Giro d'Italia a camisola acreditativa mais conhecida das mesmas.
Ao longo de sua história, a Volta tem distinguido a seu líder com camisolas de diferentes cores. Desde 1955, a camisola amarelo era a jersey distintiva para o primeiro classificado da prova, a semelhança do utilizado no Tour de France. Em 1999 foi mudado pelo camisola ouro, com uma tonalidade mais dourada, e desde 2010 elegeu-se a cor vermelha a semelhança das seleções desportivas espanholas.

## História
A primeira edição da Volta a Espanha, em 1935, equipou ao líder da corrida com uma camisola laranja. Durante esses primeiros anos teve algumas mudanças, pois na edição de 1941 foi o cinza a cor eleita, para voltar ao laranja em 1942. Em 1945 vestiu-se pela primeira vez com uma camisola vermelha ao líder da Volta. Entre 1946 e 1950 utilizou-se um inovador desenho branco com uma faixa vermelha horizontal, patrocinado pelo diário Já.
Entre 1955 e 1988 adoptou-se uma camisola similar ao do líder do Tour de France, denominado maillot amarelo, ao igual que seu homólogo francês. Nesse período unicamente teve uma mudança, pois na edição de 1977 recuperou-se o laranja, ainda que ao ano seguinte voltou-se ao clássico amarelo. De 1999 a 2009 utilizou-se o camisola oro, uma versão dourada do anterior.
Desde a edição de 2010 viste-se com a camisola vermelha ao líder absoluto da prova. O primeiro desenho esteve a cargo do desenhador catalão Custo Dalmau, e o diretor da Volta Javier Guillén manifestou que estava inspirado nos sucessos das seleções desportivas espanholas, que utilizam habitualmente esta cor. O britânico Mark Cavendish foi o primeiro corredor em vestir a nova camisola, depois da vitória da sua equipa, o Team HTC-Columbia na contrarrelógio por equipas com que se iniciou a corrida.

## Palmarés
| Ano  | Vencedor         | Segundo            | Terceiro           |
| 2010 | Vincenzo Nibali  | Ezequiel Mosquera  | Peter Velits       |
| 2011 | Chris Froome     | Bradley Wiggins    | Bauke Mollema      |
| 2012 | Alberto Contador | Alejandro Valverde | Joaquim Rodríguez  |
| 2013 | Chris Horner     | Vincenzo Nibali    | Alejandro Valverde |
| 2014 | Alberto Contador | Chris Froome       | Alejandro Valverde |
| 2015 | Fabio Aru        | Joaquim Rodríguez  | Rafał Majka        |
| 2016 | Nairo Quintana   | Chris Froome       | Esteban Chaves     |
| 2017 | Chris Froome     | Vincenzo Nibali    | Ilnur Zakarin      |
| 2018 | Simon Yates      | Enric Mas          | Miguel Ángel López |
| 2019 | Primož Roglič    | Alejandro Valverde | Tadej Pogačar      |
| 2020 | Primož Roglič    | Richard Carapaz    | Hugh Carthy        |
| 2021 | Primož Roglič    | Enric Mas          | Jack Haig          |
| 2022 | Remco Evenepoel  | Enric Mas          | Juan Ayuso         |

## Patrocinadores
| Ano  | Patrocinador   | Provedor       |
| 2010 | Ahorra Energía | Spiuk          |
| 2011 | Ahorra Energía | Spiuk          |
| 2012 | Verti Seguros  | Le Coq Sportif |
| 2013 | Carrefour      | Le Coq Sportif |
| 2014 | Carrefour      | Le Coq Sportif |
| 2015 | Carrefour      | Le Coq Sportif |
| 2016 | Carrefour      | Le Coq Sportif |
| 2017 | Carrefour      | Santini SMS    |
| 2018 | Carrefour      | Santini SMS    |
| 2019 | Carrefour      | Santini SMS    |
| 2020 | Carrefour      | Santini SMS    |
| 2021 | Carrefour      | Santini SMS    |
| 2022 | Carrefour      | Santini SMS    |

## Outras competições
O camisola vermelho também é utilizado na Volta à Alemanha para distinguir ao líder da classificação geral.
| Corrida          | Ano  | Maillot da classificação geral | Categoria UCI 2022      |
| ---------------- | ---- | ------------------------------ | ----------------------- |
| Volta à Alemanha | 1911 | Vermelho                       | Segunda (UCI ProSeries) |
| Volta a Espanha  | 1935 | Vermelho                       | Primeira (UCI WordTour) |
| Tour de Guangxi  | 2017 | Vermelho                       | Primeira (UCI WordTour) |

## Uso em outras corridas

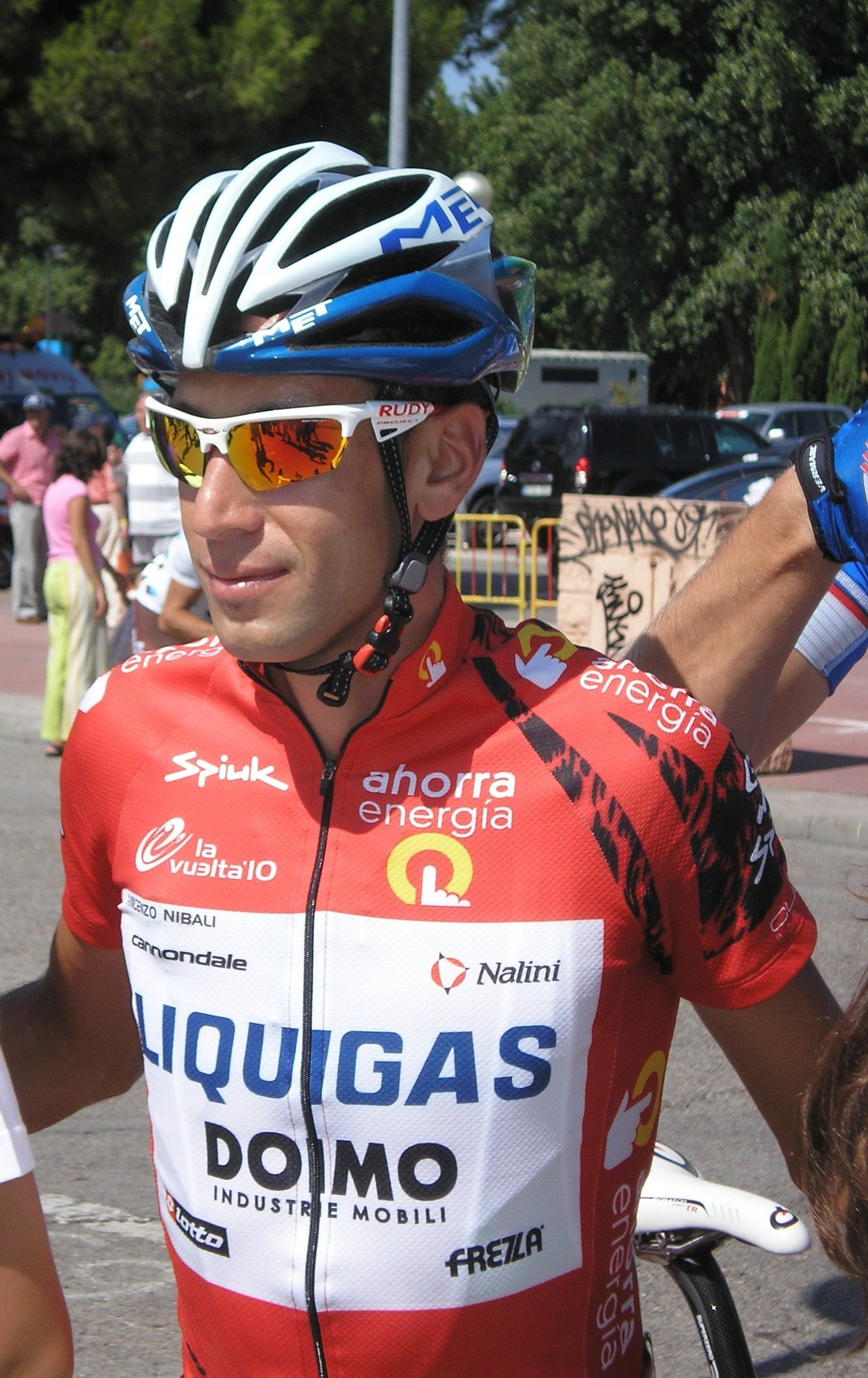
Vincenzo Nibali, líder da Volta a Espanha de 2010

Em algumas provas, a camisola vermelha outorga-se ao corredor que mais pontos acumula na classificação da montanha como é o caso das seguintes corridas:
- Paris-Nice
- Tour de Missouri
- Volta à Catalunha
- Volta à Romandia
- Volta ao País Basco
- Volta a Irlanda
- Volta a Califórnia